# Phytocoris decurvatus
Phytocoris decurvatus är en insektsart som beskrevs av Knight 1968. Phytocoris decurvatus ingår i släktet Phytocoris och familjen ängsskinnbaggar. Inga underarter finns listade i Catalogue of Life.